# Надвисокорівневі мови програмування
Надвисокорівневі мови програмування (англ. very high-level programming language, VHLL) — це мови програмування з високим рівнем абстракції. На відміну від мов програмування високого рівня, в надвисокорівневих мовах програмування описується не те «як потрібно зробити», а «що потрібно зробити». Термін вперше з'явився в середині 1990-х років для позначення групи мов, які використовуються для швидкого прототипування, написання одноразових скриптів і подібних завдань.
Наприклад розробники Icon (і його діалекту Unicon) описують його як мову програмування надвисокого рівня. До мов надвисокого рівня в 1990-х роках часто відносили такі сценарні та декларативні мови як Python, Ruby, Haskell, а також Perl з її попередницею AWK. Зараз ці мови переважно називають просто мовами високого рівня. 
Великий клас мов надвисокого рівня це мови, які використовуються для специфічних застосувань і завдань (тобто предметно-орієнтовані). У зв'язку з цією обмеженістю вони можуть використовувати синтаксис, який ніколи не використовується в інших мовах програмування, наприклад, безпосередньо синтаксис англійської мови (тобто команда та її зміст збігається). Прикладом мови програмування, що розпізнає синтаксис англійської мови, є мова компілятора текстових квестів Inform версії 7.